# Kosmas Indikopleustes

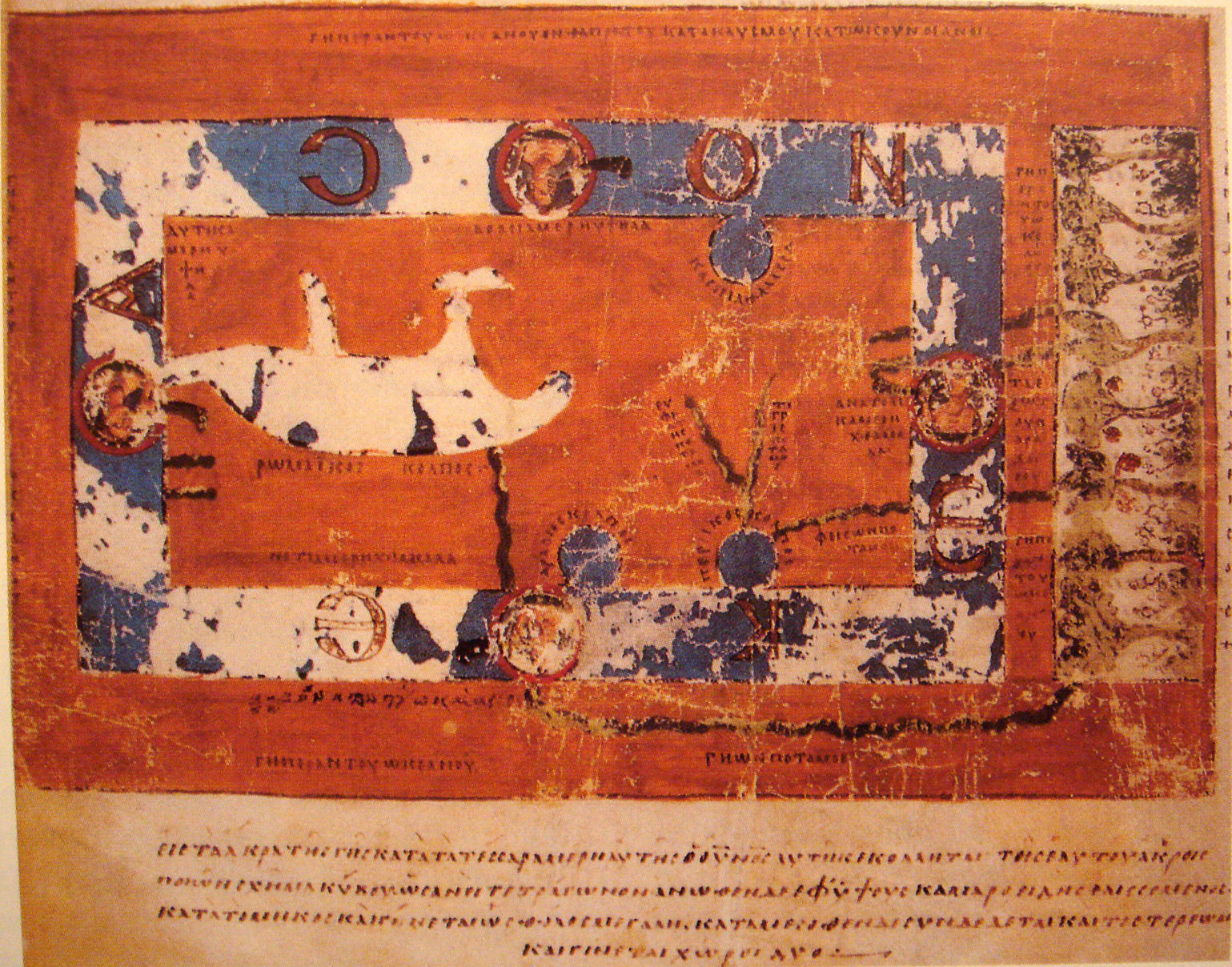
Een wereldkaart van Kosmas Indikopleustes

Kosmas Indikopleustes (Grieks: Κόσμας Ἰνδικοπλεύστης, Indikopleustes betekent "India-vaarder") of Kosmas van Alexandrië was een 6e-eeuws Byzantijns handelaar, reiziger en later monnik (met waarschijnlijk Nestoriaanse overtuigingen) die tijdens de regering van keizer Justinianus een aantal reizen naar India maakte en ook het huidige Sri Lanka en Ethiopië bezocht. Rond 550 schreef Kosmas een boek over de topografie van de toen bekende wereld, waarvan alleen kopieën bewaard zijn, hoewel we weten dat het origineel rijk geïllustreerd moet zijn geweest. Behalve een beschrijving van de gebieden waar hij zelf geweest was, bevat het boek ook een kosmologie, waarin Kosmas beweert dat de Aarde plat is.

## Leven
Kosmas vertelt zelf dat hij oorspronkelijk uit Egypte kwam en nooit een volledige scholing gehad heeft. Hij vertelt ook dat hij zowel op de Middellandse Zee, de Rode Zee als de Perzische Golf genavigeerd had. Ook heeft hij Palestina, de Sinaï, Socotra en Somalië bezocht. Hij bezocht het koninkrijk Aksum in het tegenwoordige Ethiopië en Eritrea toen de koning, Elesbaas, net een militaire expeditie tegen de Joodse Himjarieten in het tegenwoordige Jemen aan het voorbereiden was. Ook maakte hij reizen naar India en Sri Lanka, in 522 bezocht hij de Malabarkust van Zuid-India. Hij is de eerste reiziger uit het westen die over het bestaan van de Thomaschristenen in India en op Taprobane (Sri Lanka) rept.
Kosmas vestigde zich later in Alexandrië, bekend is dat hij aan diverse kwalen leed en dat hij waarschijnlijk monnik werd en zijn Topographia schreef, een beschrijving van de dan bekende wereld. Vanwege zijn contacten met Nestorianen wordt verder aangenomen dat hij zelf ook Nestoriaan was. Hoewel al sinds het Romeinse Rijk handel tussen Europa en India bestond, zijn Kosmas' beschrijvingen van India een van de weinige overgebleven getuigenverslagen van contact tussen het westen en India. De oudst bekende kopieën van zijn verslagen komen uit de 8e eeuw.
De grootste waarde van de Topographia is de beschrijving van de door Kosmas bezochte streken. Een ander opmerkelijk aspect is de kosmologie, waarin Kosmas beweert dat de Aarde plat is, en de hemel de vorm heeft van een tabernakel met een gebogen deksel, dat om de Aarde heen zit. Kosmas gaat zelfs zover te beweren dat de bewering van klassieke natuurfilosofen dat de Aarde bolvormig is een heidense gedachte is. Hij onderbouwde zijn beweringen met zijn interpretaties van de Bijbel.
- Bibsys: 95000927
- Bibliothèque nationale de France: cb12158274p (data)
- CiNii: DA0886261X
- Gemeinsame Normdatei: 119156652
- International Standard Name Identifier: 0000 0000 7974 5072
- Library of Congress Control Number: nb98063257
- Nationale Bibliotheek van Tsjechië: xx0028890
- Nationale bibliotheek van Australië: 51887992
- Nationale Bibliotheek van Israël: 987007260126105171
- Nationale Bibliotheek van Polen: a0000002688472
- Nederlandse Thesaurus van Auteursnamen: 070205604
- Réseau des bibliothèques de Suisse occidentale: 02-A003137637
- Istituto Centrale per il Catalogo Unico: MILV126225
- LIBRIS: 182286
- Système universitaire de documentation: 03009867X
- Trove: 804154
- Virtual International Authority File: 45105512
- WorldCat: E39PCjHM7mHq6HXFjvMch6mCBd